# Caspar Wilhelm Philipp von Zastrow
Caspar Wilhelm Philipp von Zastrow (* 1740 in Stoßdorf, Niederlausitz; † 18. März 1824) war sächsischer Generalleutnant, Kommandant der Festung Königstein und Chef eines Kürassierregiments.

## Leben
Caspar Wilhelm Philipp entstammte der Familie Zastrow.
Er begann 1760 die militärische Laufbahn als Leutnant bei der kursächsischen Karabinier-Garde in Dresden. Bei dieser stieg er bis 1778 zum Rittmeister auf und wechselte 1786 als Major zu den „Kurfürst-Kürassieren“. Im Jahr 1792 war von Zastrow Oberstleutnant und zwei Jahre später Oberst im Chevaulegers-Regiment „Herzog von Kurland“. 1801 wurde er Kommandant dieses Regiments und gleichzeitig zum Generalmajor und Generalinspekteur der Kavallerie ernannt. Im Jahr 1808 übernimmt er als Chef das Kürassier-Regiment „von Kochtitzky“, welches fortan seinen Namen trug. Im darauffolgenden Jahr wurde von Zastrow zum Generalleutnant befördert und erhielt die Stelle des Vizegouverneurs von Leipzig. Seit 1810 war er schließlich als Kommandant der Festung Königstein angestellt, wird allerdings drei Jahre später als „ohne Funktion“ geführt. Das Kommandantenamt wurde ihm am 23. Februar 1813 abgenommen.
Die ursprünglich nach Zastrow benannte Straße im Dresdner Villenviertel Hohendölzschen erhielt 1962 den Namen Rudi-Lattner-Straße, nach einem 1944 im Strafbataillon 999 ums Leben gekommenen Widerstandskämpfer.